# Фрейденберг Ольга Михайлівна
Ольга Михайлівна Фрейденберг (15 березня 1890, Одеса — 6 липня 1955, Ленінград) — радянський філолог-класик, антикознавиця, культуролог — фольклорист.

## Життєпис
Ольга Фрейденберг — донька відомого одеського журналіста і винахідника Михайла (Мойсея) Пилиповича Фрейденберга та Хасі Йосипівни (Анни Йосипівни) Пастернак — сестри художника Леоніда Пастернака. Шлюб батьків був оформлений в канцелярії одеського міського рабина 17 червня 1883 року. Ольга — двоюрідна сестра Бориса Пастернака.
Після закінчення гімназії в Петербурзі у 1908 році Ольга Фрейденберг через національну відсоткову квоту для євреїв не змогла вступити на Вищі жіночі курси, проте рік слухала там лекції. У 1910—1914 роках вона займалася самоосвітою, вивчала іноземні мови, подорожувала Європою. З початком Першої світової війни повернулася до Російської імперії, а в жовтні 1914 року стала сестрою милосердя.
Закінчила класичне відділення Петроградського університету (1923), займалася в семінарі С. А. Жебелєва. У 1924 році Ольга Фрейденберг захистила магістерську дисертацію про походження грецького роману. У 1920-х-1930-х роках вона співпрацювала з Миколою Марром та Ізраїлем Франк-Каменецьким (колективний збірник «Трістан та Ізольда» побачив світ 1932 року в Ленінграді).
У 1932 році Ольга Фрейденберг організувала в Ленінградському університеті першу радянську кафедру класичної філології і до 1950 року керувала нею (з перервою на час Другої світової війни). У 1935 році захистила докторську дисертацію «Поетика сюжету і жанру (період античної літератури)». Опублікована книгою в 1936 році дисертація піддалася жорсткій ідеологічній критиці в газеті «Известия»,тому книга була вилучена з продажу. Під час Великого терору був репресований її старший брат Олександр.
Пережила всю блокаду Ленінграда. На запрошення Політуправління Балтійського флоту читала лекції з античної літератури офіцерському складу моряків. З 15 жовтня 1943 по липень 1944 року працювала на посаді професора античної літератури в Педагогічному інституті імені Олександра Герцена.
Інспірований владою розгром марризму та боротьба з космополітизмом привели до звільнення у 1950 році Ольги Фрейденберг з університету і закрили для неї можливість публікуватися. До теперішнього часу (2011 рік) переважна частина її праць (8 монографій та декілька десятків статей) не опубліковані.

## Наукова діяльність
Вважаючись філологом-класиком, Ольга Фрейденберг у своїй діяльності зосереджувалась на «палеонтологічному» дослідженні семантики літературних, а також — культурних мотивів і форм (перш за все метафори й сюжету), їх трансформацій з архаїчних в історичні, а відповідно, на передісторії та ранній історії таких літературних і сценічних жанрів, як лірика, комедія, роман. У цьому вона розвивала ідеї Германа Узенера і Олександра Веселовського, французької соціологічної школи (Л. Леві-Брюль), кембриджських ритуалістів, філософію символічних форм Ернста Кассірера і передбачила новітні дослідження «археології» культурних форм в рамках символічної антропології, досліджень культури (англ.   cultural studies).
Погляди Фрейденберг поділялися не всіма колегами. Олександр Зайцев згадував: "Я Ольгу Михайлівну пам'ятаю, я у неї починав вчитися. Тоді її міркування викликали у мене щире здивування: я просто не міг зрозуміти, як можна прийти до таких висновків. Лише з часом мені стало ясно, в чому тут справа. Абсолютно справедливо Сергій Аверінцев характеризує О.М. як інтерпретаторку, переважно тлумача античності, відносно певним культурним течіям свого часу. В її працях про доведення у власному розумінні слова немає й мови ".

## Листування і мемуари
Особливе значення має листування Ольги Фрейденберг з Борисом Пастернаком, яке тривало з 1910 до 1954 року і було знайдене у 1973 році Ніною Брагінською (вперше опубліковано за кордоном у 1981 році), а також її мемуари, з яких поки опубліковані лише фрагменти.
|  | «Листи і спогади Фрейденберг про хворобу матері - проза того глибокого проникнення й найвищого самозречення, яких ми у її великого брата не знайдемо; в усьому, що стосувалося життя, любові, торжества, - він був і яскравіше, і темпераментніше, але в лабіринтах інобуття, в темних тайниках підсвідомості, які він для себе просто замкнув, його сестра блукала впевненіше» |

## Визнання
Переписка Фрейденберг та Пастернака виходила за кордоном російською, івритом, англійською, французькою, німецькою, голландською та японською мовами. Наукові праці видані російською, англійською, польською, сербською / хорватською мовами.
У Росії роботи дослідниці почали скупо публікуватися лише після 1973 року. Її наукові ідеї й підходи стали нещодавно предметом декількох дисертаційних досліджень в Україні, Росії та інших країнах.

## Вибрані праці

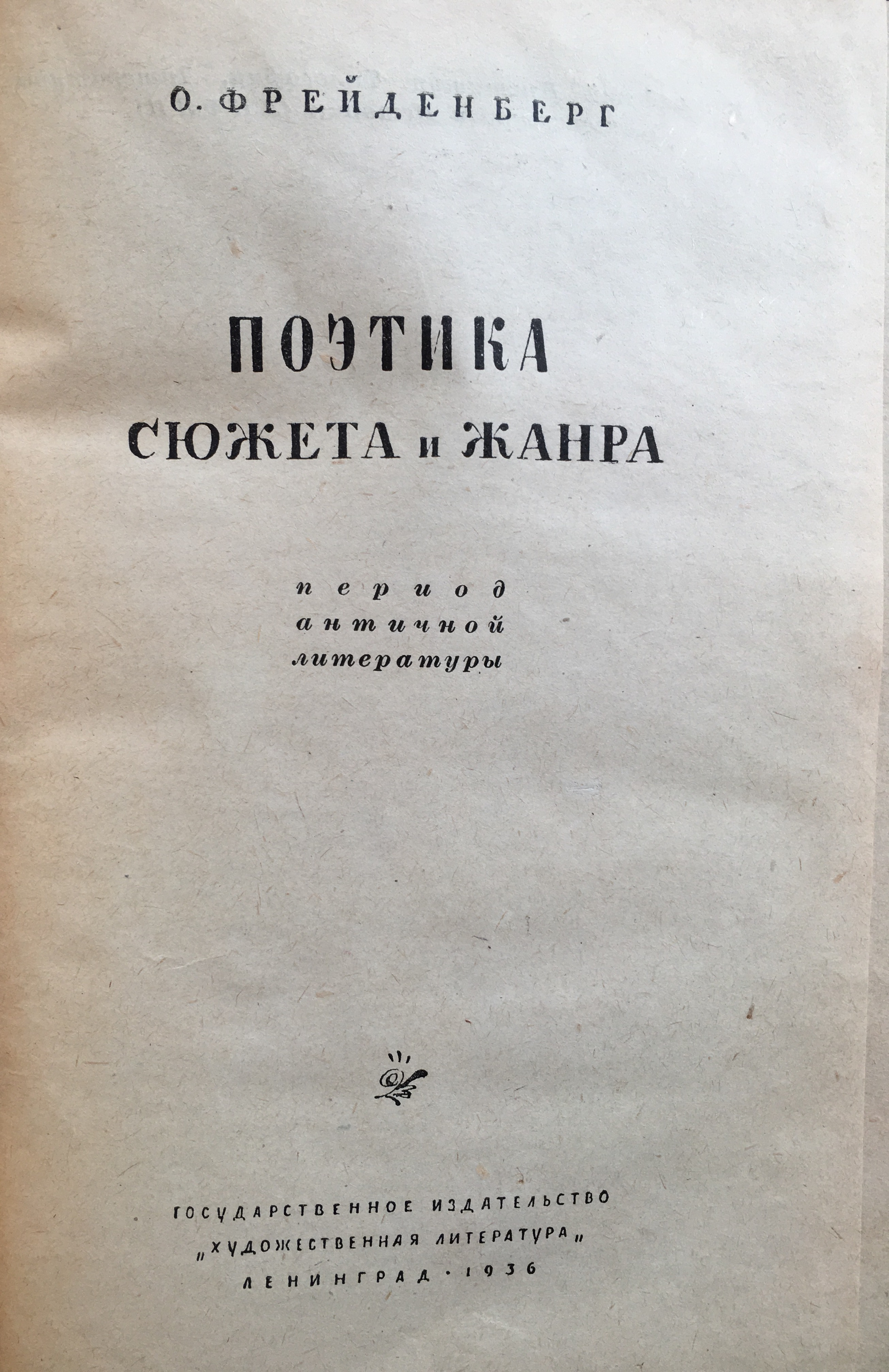
Поэтика сюжета и жанра: период античной литературы. — : Гослитиздат, 1936.

- Идея пародии: (набросок к работе) // Сб. работ в честь С. А. Жебелева. — Л., 1926. — С. 378—396.
- Поэтика сюжета и жанра: период античной литературы. — Л.: Гослитиздат, 1936. — 454 с.; М.: Лабиринт, 1997. — 448 с.
- Происхождение эпического сравнения (на материале Илиады) // Труды юбилейной научной сессии ЛГУ. Секция филол. наук. — Л., 1946. — С. 101—113.
- К вопросу о происхождении греческой метрики // Учёные записки ЛГУ. Серия филологических наук. — Л., 1948. — Вып. 13. — С. 290—320.
- Происхождение литературной интриги; Происхождение пародии; Что такое эсхатология? // Труды по знаковым системам. — Тарту, 1973. — Вып. 6. — С. 490—512.
- Происхождение греческой лирики // Вопросы литературы. — 1973. — № 11. — С. 103—123.
- Семантика первой вещи // Декоративное искусство СССР. — 1976. — № 12. — С. 16-22.
- Семантика архитектуры вертепного театра // Декоративное искусство СССР. — 1978. — № 2. — С. 41—44.
- Миф и литература древности. — М.: Наука, Главная редакция восточной литературы, 1978. 605 с.; 2-е изд., испр. и доп. — М., 1998. Вкл. описание архива. 800 с.
- Борис Пастернак. Переписка с Ольгой Фрейденберг / под ред. и с коммент. Э. Моссмана. — N. Y.: Harcourt Brace Jovanovich, 1981. — VII. — 377 с.
- The correspondence of Boris Pasternak and Olga Freidenberg 1910—1954 / comp., ed., intro. E. Mossman. — L.: Secker & Warburg, 1982. — XXIV, 365 p.
- Будет ли московский Нюрнберг? (из записок 1946—1948) / публ. Ю. М. Каган // Синтаксис. — 1986. — № 16. — С. 149—163.
- Методология одного мотива // Труды по знаковым системам. — 1987. — Вып. 20. — С. 120—130.
- Осада человека / публ. К. Невельского [Ю. М. Каган] // Минувшее: исторический альманах. — P.: Atheneum, 1987. — Вып. 3. — С. 9—44.
- Миф и театр. — М.: ГИТИС, 1988. — 132 с.
- Система литературного сюжета // Монтаж: Литература. Искусство. Театр. Кино. — М.: Наука, 1988. — С. 216—237.
- Воспоминания о Марре // Восток-Запад: Исследования. Переводы. Публикации. — М.: Наука, Главная редакция восточной литературы, 1988. — С. 181—204.
- Борис Пастернак — Ольга Фрейденберг. Письма и воспоминания // Дружба народов. — 1988. — № 7—10.
- «Эйрена» Аристофана // Архаический ритуал в фольклорных и раннелитературных памятниках. — М.: Наука, 1988. — С. 224—236.
- Утопия // Вопросы философии. — 1990. — № 5. — С. 148—167.
- Переписка Бориса Пастернака. — М.: Худ. лит-ра, 1990. — С. 19—296.
- Университетские годы (отрывки воспоминаний) // Человек. — 1991. — № 3. — С. 145—156.
- <Вступление к греческому роману> // Диалог. Карнавал. Хронотоп. — 1995. № 4. — С. 78—85.
- О неподвижных сюжетах и бродячих теоретиках// Одиссей. Человек в истории. — Т. 7. — М.: Наука, 1995. — С. 272—297.
- Этюды по семантологии литературных форм. Паллиата. Глава 21. // Лотмановский сборник. 1. — М.: ИЦ-Гарант, 1995. — С. 704—718.
- «Игра в кости»// Arbor mundi. — 1996. — № 4. — С. 163—172.
- Поэтика сюжета и жанра. — М.: Лабиринт, 1997.
- Image and concept: mythopoetic roots of literature. / N. V. Braginskai︠a︡, Kevin Moss, eds. — Amsterdam: Harwood Academic, 1997.
- «Крест в могиле». // Arbor mundi, 1998, № 6.
- Проблема греческого литературного языка. // От слова к смыслу: Проблемы тропогенеза. — М.: УРСС, 2001.
- Целевая установка коллективной работы над сюжетом о Тристане и Исольде. Воспоминания о Марре. // Сумерки лингвистики: Из истории отечественного языкознания. Антология. — М.: Academia, 2001. — С. 325—339, 425—443.
- Въезд в Иерусалим на осле // Фрейденберг О. М. Миф и литература древности. — М., 1998. — С. 623—665.
- Пастернак Б. Пожизненная привязанность. Переписка с О. М. Фрейденберг. — М.: Арт-Флекс, 2000.
- The Race of Life/ Writing the siege of Leningrad: women's diaries, memoirs, and documentary prose. / Cynthia Simmons, Nina Perlina, eds. — Pittsburgh: University of Pittsburgh Press, 2002. — P. 64—75.
- Olga Freudenberg, Semantyka kultury. -- Kraków: Universitas, 2005, s. 378.